# Benito Juárez Maza
Benito Juárez Maza (Oaxaca, 29 oktober 1852 - aldaar, 21 april 1912) was een Mexicaans politicus en diplomaat. Hij was de zoon van Benito Juárez, president van Mexico van 1858 tot 1876, en Margarita Maza.
Wegens de Franse Interventie in Mexico bracht Juárez Maza het grootste deel van zijn jeugd in New York door. Na verschillende diplomatieke posten te hebben bekleed raakte hij actief in het verzet tegen de dictator Porfirio Díaz. In de gouverneursverkiezingen van zijn thuisstaat Oaxaca in 1911 nam hij het voor de Nationale Antiherverkiezingspartij (PNA) op tegen Félix Díaz, neef van de inmiddels verdreven dictator. Doordat deze verkiezingsstrijd ging tussen familieleden van de twee belangrijkste personen in de geschiedenis van Mexico van de afgelopen halve eeuw volgde heel Mexico te strijd op de voet.
Juárez won de verkiezing en trad op 23 september aan als gouverneur. Het grootste deel van zijn gouverneurschap besteedde hij aan het bestrijden van de aanhangers van Díaz, die zijn nederlaag niet wilde erkennen en de wapenen had opgenomen, tegen aanhangers van Emiliano Zapata en tegen de inwoners van de landengte van Tehuantepec, die dat gebied van Oaxaca af wilden scheiden en waarbij de legendarische "Che" Gómez om het leven kwam. Verder poogde hij de omstandigheden van de arbeiders in zijn deelstaat te verbeteren en investeerde hij in onderwijs. Juárez Maza overleed plotseling op 21 april 1912. Hij ligt begraven naast het standbeeld van zijn vader in San Pablo Guelatao.
- Gemeinsame Normdatei: 1043463267
- International Standard Name Identifier: 0000 0003 7136 6483
- Library of Congress Control Number: no2012085621
- Virtual International Authority File: 250926249
- WorldCat: E39PBJg8H9yhyRH3kyPYWmBVmd